# Глюконат меди(II)
Глюконат меди(II) — химическое соединение,
соль меди и глюконовой кислоты с формулой CuC12H22O14,
сине-зелёные кристаллы,
растворяется в воде.

## Физические свойства
Глюконат меди(II) образует сине-зелёные кристаллы.
Растворяется в воде,
слабо растворяется в этаноле.

## Применение
- В фармакологии — компонент препаратов поливитаминов, биологически-активных добавок.
- Компонент косметологических препаратов.